# 施氏鸚竺鯛
施氏鸚竺鯛（學名：Ostorhinchus schlegeli），又稱施氏鸚天竺鯛，為輻鰭魚綱鈎頭魚目天竺鯛科鸚竺鯛屬的其中一個種，本魚分布於西太平洋日本至印尼海域，水深10至70公尺，體呈橢圓形，體稍側扁，頭大、眼大、口大且斜裂，頜齒細小，前鰓蓋骨邊緣有鋸齒，鰓蓋骨後緣棘不發達，體被弱櫛鱗，背鰭2個，尾鰭叉形，體呈粉紅色，成魚體側有七條深棕色縱紋，尾鰭基部有一個瞳孔大的黑色斑點，背鰭硬棘8枚；背鰭軟條9枚；臀鰭硬棘2枚；臀鰭軟條8枚，體長可達12公分，棲息在陡峭的礁石坡，通常成對出現或單獨活動，夜行性，以小型無脊椎動物為食，繁殖期時，雄魚具有口孵習性，卵約7日化成仔魚，由雄魚吐出，具短暫的仔魚飄浮期，生活習性不明。